# Там, де співають раки (фільм)
«Там, де співають раки» (англ. Where the Crawdads Sing) — художній фільм режисера Олівії Ньюман. Екранізація однойменного роману Делії Овенс, дослідниці дикої природи, біолога, доктора філософії, автора популярних книг.
У головних ролях — Дейзі Едгар-Джонс, Тейлор Джон Сміт і Гарріс Дікінсон.

## Сюжет
У Північній Кароліні, біля вигаданого письменницею міста Барклі-Коув, знайдено труп молодого чоловіка. Підозра у вбивстві падає на Кетрін (Каю) Кларк, з якою чоловік мав романтичні стосунки.
Дія переноситься в минуле, коли Кая живе в халупі зі своєю бідною родиною на болоті в 1953 році. Невдаха і п'яниця батько б'є та виганяє з дому свою дружину, поступово тікають з дому старші брати й сестри Каї. Коли Каї виповнюється 7 років, батько теж покидає її. Вона виживає, продаючи мідій крамниці людяного і співчутливого подружжя темношкірих Мейбл і Джеймса Медісон, які стають її хорошими друзями. Жителі міста Барклі-Коув презирливо називають Каю «Болотяною дівчиною» (англ. Marsh Girl; у перекладі студії «Лє Доен» — Болотниця).
Кая не ходить до школи. Але її трохи старший друг Тейт Вокер позичає їй книжки та вчить читати й писати. Вони поділяють інтерес до природи і починають романтичні стосунки. Але Тейт їде в коледж і порушує свою обіцянку повернутися до 4 липня.
У 1968 році Кая починає стосунки з популярним місцевим квотербеком Чейзом Ендрюсом, який обіцяє їй одруження. Чейз дає Каї невелику мушлю, з якої вона робить підвіску-медальйон і віддає йому. Через рік Тейт повертається до Барклі-Коув, бажаючи відновити стосунки, але Кая вагається чи варто це робити. Кая розриває стосунки з Чейзом, дізнавшись що той уже заручений з іншою дівчиною.
Кая публікує свої малюнки та твори про природу, а отримані кошти допомагають їй утримувати обійстя. Її старший брат Джоді повертається та розповідає, що їхня мати померла, так і не зреалізувавши прагнення возз'єднатись зі своїми дітьми.
Кая відкидає домагання Чейза та захищається від спроби зґвалтування, поклявшись убити, якщо він не залишить її в спокої. Погрозу випадково чує рибалка. Чейз повертається і трощить кімнати в будинку Каї, а вона ховається в кущах.

Чейза за кілька днів після нападу на Каю знаходять мертвим біля підніжжя пожежної вежі, розташованої посеред маршових угідь, а 
приплив знищив будь-які сліди на болотяному ґрунті навколо вежі. Не вдалося  знайти і підвіску з мушлі, яка була на Чейзі у вечір смерті. Каю звинувачують у вбивстві. Містяни вважають, що саме вона і є вбивцею.
Поліція дізнається, що в час убивства Кая відвідувала книговидавця у Грінвіллі, але вважає, що це прикриття, а насправді дівчина з'їздила автобусом туди й назад і ще мала час на вбивство Чейза. В 1969 році Каю на суді визнають невинною, за браком доказів.
Кая і Тейт проводять разом усе життя. Вона досліджує природу і видає про це ілюстровані книги, її часто відвідує брат Джоді та його родина. Коли їй вже було близько 70 років (за книгою — 64), Кая, пливучи на човні серед своїх улюблених маршів, тихо помирає. Останнім видінням її свідомості вона бачить себе малою, до якої повертається її молода мати.
Тейт знаходить Каю мертвою в човні біля їхнього причалу. Упаковуючи речі Каї, Тейт роздивляється щоденник коханої.
Поряд із зображенням Чейза він знаходить фразу про те, що в природі не є злочином, коли для виживання жертви іноді необхідна загибель хижака. Там же Тейт бачить прикріплену до листка щоденника підвіску з мушлі, так і не знайдену слідством. Цю мушлю він викидає в воду до безлічі інших мушль, розуміючи, що Кая і справді вбила Чейза.

## У ролях
- Дейзі Едгар-Джонс — Кетрін (Кая) Кларк
  - Джоджо Регіна — Кая в дитинстві
  - Леслі Франс — Кая в старості
- Тейлор Джон Сміт — Тейт Вокер
  - Люк Девід Блюмм — Тейт у дитинстві
  - Сем Андерсон — Тейт у старості
- Гарріс Дікінсон — Чейз Ендрюс
- Девід Стратерн — Том Мілтон
- Гаррет Діллахант — Па
- Ана О'Райлі — Ма
- Джейсон Ворнер Сміт — заступник Джо Пердью
- Майкл Хайятт — Мейбл

## Виробництво
Про екранізацію бестселера Делії Овенс «Там, де співають раки» стало відомо 25 січня 2021 року. Головні ролі виконають Тейлор Джон Сміт, Харріс Дікінсон та Дейзі Едгар-Джонс. Режисером фільму стала Олівія Ньюман, а сценаристом Люсі Алібар. 17 березня 2021 року до акторського складу фільму приєднався Девід Стратейрн. 30 березня 2021 року до акторського складу фільму приєднався Джейсон Ворнер Сміт. У квітні 2021 року до акторського складу приєдналися Гаррет Діллахант, Майкл Хайятт, Ана О'Райлі та Джоджо Регіна, а в червні — Ерік Ладен.
Зйомки пройшли в Новому Орлеані та Хоумі, штат Луїзіана з 30 березня по 28 червня 2021.
Прем'єра фільму відбудеться 24 червня 2022.

## Сприйняття
На агрегаторі рецензій Rotten Tomatoes 34 % із 212 відгуків критиків є позитивними із середньою оцінкою 5,2/10. Від пересічних глядачів фільм отримав 96 % схвалення. Консенсус критиків вебсайту стверджує: «Дейзі Едгар-Джонс викладається на повну, але „Там, де співають раки“ зрештою не в змозі перетворити свій вихідний матеріал на тонально послідовну драму». Metacritic, який використовує середньозважене значення, присвоїв фільму середню оцінку 43 зі 100 на основі 46 рецензій критиків, що означає «змішані або посередні відгуки».
Браян Лоурі з CNN писав, що фільм у хорошому сенсі старомодний і нагадує драми 1950-х. «Там, де співають раки» невеликий фільм, який просто правильно слідує книзі-бестселеру, що є частково казкою про диких дітей, частково романтикою, частково таємницею та частково судовою драмою.
Згідно з Девідом Ерліхом із IndieWire, «Сором'язлива, але непідступна, наївна, не здаючись дитячою, і співзвучна природі… гра Едгар-Джонс з широко розплющеними очима повністю захоплює нас». Фільм найкраще впливає на глядачів там, де не повторює книгу і центральний любовний трикутник ніколи не втрачає своєї форми.
Білдж Ебірі у Vulture відгукнувся, що розслідування вбивства та подальша драма в залі суду є найменш переконливими частинами роману Оуенс, здебільшого як обрамлення для історії життя Каї. Як наслідок, у більшій частині фільму «Де співають раки» глядачі спостерігають за не дуже цікавим і майже заздалегідь визначеним випробуванням, з невеликою напругою чи несподіванкою.